# Ward (Nueva York)
Ward es un pueblo ubicado en el condado de Allegany en el estado estadounidense de Nueva York. En el año 2000 tenía una población de 390 habitantes y una densidad poblacional de 5.2 personas por km².

## Geografía
Ward se encuentra ubicado en las coordenadas 42°13′30″N 77°54′5″O / 42.22500, -77.90139.

## Demografía
Según la Oficina del Censo en 2000 los ingresos medios por hogar en la localidad eran de $40,750, y los ingresos medios por familia eran $41,000. Los hombres tenían unos ingresos medios de $30 000 frente a los $22,292 para las mujeres. La renta per cápita para la localidad era de $15,271. Alrededor del 14.9% de la población estaban por debajo del umbral de pobreza.